# Константин Комнин
Константин Комнин (на гръцки: Κωνσταντῖνος Κομνηνός; ок. 1085 – след 1147) е византийски аристократ, племенник на император Алексий I Комнин. Притежавал е титлите севаст и пансеваст. Около 1107 г. е управител (дука) на Верия (Бер), а по-късно става и велик друнгарий.
Константин Комнин е третият син на севастократор Исак Комнин, който е по-голям брат на император Алексий I Комнин. Майка му Ирина е аланска принцеса, братовчедка на императрица Мария Аланска. Негови братя са драчкият дука Йоан Комнин и охридският архиепископ Йоан (Адриан) Комнин.
Сведенията за живота и кариерата на Константин са оскъдни. От едно писмо на охридския архиепископ Теофилакт до Константин става ясно, че Константин е бил дука на Верия (днес Бер) и е носил титлата севаст. Оскъдната информация в писмото на Теофилакт Охридски и липсата на достатъчно хронологически податки в него не позволяват да се определи времето, през което Константин е упражнявал длъжността си на верийски дука. Васил Златарски изразява становище, че в действителност Константин е бил управител на България, на която длъжност заменил Йоан Таронит в края на 1105 г. или началото на 1106 г., и че е останал на тази длъжност и по време на войната с норманите от 1107 – 1108 г. Златарски приема, че Теофилакт се обръща към Константин като към дука на Верия най-вероятно заради факта, че резиденцията на Константин като управител на България се е намирала по това време във Верия, доколокото на Златарски не е му е известно градът някога да е бил център на самостоятелна административна единица или тема със същото име. Тезата на Златарски обаче не се приема от други учени, в това число и от Иван Божилов, който посочва, че в края на XI и началото на XII век наистина съществува тема Верия с център Бер, и приема, че Константин е бил назначен за неин управител с титла дук. Според други мнения Константин е назначен за верийски дука в периода 1091 – 1092 или през 1107 г.
През 1043 г. Константин Комнин и брат му Адриан вземат участие като граждански лица в синода, провел се на 20 август, 1 октомври и 30 октомври, на който двама епископи са осъдени като последователи на богомилството. В регистрите на събитието Константин е посочен като велик друнгарий и носител на почетното звание пансеваст.
Присъствието му в качеството на пансеваст и велик друнгарий е засвидетелствано и на синода от 26 февруари 1147 г., отстранил константинополския патриарх Козма II Атик.
Предполага се, че Константин Комнин е починал малко след синода от 26 февруари 1147 г., тъй като в един синодален акт, датиран към периода 1147 – 1154 г., както и в регистрите на синода от 26 януари 1156 г. като велик друнгарий вече се споменава Стефан Комнин.

## Семейство
От една поема на Теодор Продром, датирана от втората половина на XII век, става ясно, че Константин Комнин е бил женен за неизвестна по име жена от клановете на Антиохите и Евфорвините. От своята съпруга Константин Комнин има трима сина:
- Йоан Комнин, севаст, станал монах;
- Стефан Комнин, пансеваст и велик друнгарий, член на синода от 26 януари 1156 г.
- Исак Комнин